# 棉花滩水库
棉花滩水库位于中国福建省龙岩市永定县汀江干流棉花滩峡谷河段中部福至亭处，距闽粤省界仅1km。是以发电、防洪为主要功能的大（一）型水库，属不完全年调节水库。。下游14千米处建有青溪水库。具有发电、防洪、航运等综合效益。
业主为华电集团棉花滩水电开发有限公司。

## 技术概况
坝址处多年平均径流量73.2亿m3，多年平均流量232m3/s。
碾压混凝土重力坝。大坝设计500年一遇洪水（设计洪水位174.76m，设计洪水流量12000m3/s），5000年一遇洪水校核（校核水位177.80m，风浪爬高及超高后挡水高程179.60m）。最大坝高110m，坝顶高程179.00m，上游侧建0.6m高实体防浪墙。防洪高水位与正常蓄水位均为173.0m，防洪库容与正常库容为16.95亿m3；正常回水63.95km，可达上杭县城汀江大桥；黄潭河正常回水49.9km，可达蓝溪镇大坝村。坝顶长308.5m，从左岸开始分成7个坝段。其中1、2坝段为左岸非溢流坝，3、4坝段为溢流坝段，5、6、7为右岸非溢流坝段，坝段宽度分别为50、50、33、33、64、64、14.5m。大坝最大底宽84.5m，坝顶宽7m。
坝顶3孔开敞式溢洪道，堰顶高程155.0m，每孔净宽16m；收缩式消能，平底出口高程88.07m。右岸5坝段设泄洪底孔，进口底板高程115.40m，出口孔尺寸5m×7.2m（宽×高），孔身平底坡，断面尺寸5m×8.2m（宽×高），收缩式消能。
左岸坝前岸塔式发电进水口，总宽84.6m，底板高程129m。4条发电隧洞，直径均为7.5m，长度为169.8m。尾水隧洞出口在坝下500m处与下游河道斜交。左岸地下厂房129.5m×21.9m×52.08m。安装4台15MW水轮发电机组，保证出力8.8MW。左岸220kV洞内配电装置、出线场及地面控制楼。年发电量15.1亿kW·h。以5回220kV输电线路接入闽南电网，担负系统调峰任务。
大坝东北5km处的湖洋里村垭口副坝为均质土坝，高5.6m，坝顶长50m。
右岸航运过坝建筑物采用上游垂直提升升船机、下游1∶6斜面提升升船机。20t级，年过坝货运量为11.2万t。上游通航水位146.0m（水库死水位）至173.0m（水库正常蓄水位）。下游引航道长78.8m，底高程69.2m，通航水位71.2m（下游青溪水库消落死水位）至73.6m（下游青溪水库正常蓄水位）。
调节库容11.22亿m3。可将坝址与韩江三角洲防洪断面潮安站同频50年一遇的汀江洪水削减为20～30年一遇。防洪调度方案：
- 5～6月为主汛期（多锋面暴雨），预留防洪库容2.59亿m3，相应汛限水位168.74m，控泄流量52103/s;
- 7～8月中旬为后汛期（多台风雨），预留防洪库容1.06亿m3，相应汛限水位171.26m，控泄流量4400m3/s。

主要建筑物结构设计按7度地震烈度复核和设防。

## 历史
由华东勘测设计研究院勘测、上海勘测设计研究院设计。大坝标由闽江工程局施工，地下厂房标由水电十四局施工。采用上下游围堰断流、右岸351m隧洞导流施工。1998年4月正式开工，当年9月12日截流、12月30日碾压混凝土开始浇筑。2000年12月实现下闸蓄水，2001年4月首台机组发电。设计工期4年9个月。采用集资方式兴建：福建省电力有限公司60%，福建投资开发总公司（中闽公司）22%，龙岩市水电开发有限公司18%。亚洲开发银行贷款1.7亿美元。2002年4月建成并投入运行。
2009年，棉花滩水库被列为全国水库水土保持项目实施的10座试点水库之一。
2010年7月3日，位于库区上游上杭县的紫金山金铜矿湿法厂（紫金矿业）水池發生滲漏，約9100立方米含有銅酸性的污水进入汀江及棉花滩水库库区，据初步统计，仅棉花滩库区死鱼和鱼中毒约达378万斤。